# Mite de la violència redemptora
El mite de la violència redemptora és una trama arquetípica de la literatura, especialment de les cultures imperials. Una de les versions més antigues d'aquesta història és el mite de la creació de Babilònia (l'Enuma Elix) des del 1250 a.C. Walter Wink va encunyar el terme com a part d'una anàlisi del seu impacte en la cultura moderna i el seu paper en el manteniment d'estructures de poder opressores al seu llibre The Powers That Be (literalment: "Els poders que són").

## Narrativa i efecte
Mentre contrasta l'Enuma Elix amb el mite de la creació del Gènesi que es troba al Llibre del Gènesi, Wink examina els efectes psicològics de cada fase de la història. Assegura que cada fase de la narració serveix per reforçar la ideologia de l'statu quo i convèncer-nos de perpetuar l'estructura de poder dominant.

### Caos primigeni
La primacia de Tiamat suggereix que el caos i el mal són l'estat original i natural de l'univers. Això es pot fer servir per convèncer-nos de tenir por i oposar-nos a qualsevol amenaça a l'ordre actual, sota el supòsit que les coses només poden empitjorar. Els superherois tenen especialment orígens foscos (per exemple, l'assassinat dels pares de Bruce Wayne o la destrucció del planeta Kriptó), i l'omnipresència del mal es veu representada per la resurrecció dels dolents en pel·lícules de terror i dibuixos animats, la presència exagerada de crims violents a la cobertura de notícies, i l'aclaparador nombre i varietat de criatures dolentes a El Senyor dels Anells.

### Derrota inicial
Tiamat i els seus aliats oprimeixen els altres déus, que, al principi, semblen impotents per resistir-se. Això reconeix l'eficàcia dels sistemes alternatius (violents) i ens dona el plaer culpable de perjudicar indirectament els nostres "millors" i trencar les seves regles. Tot això, però, està limitat exagerant els defectes dels antagonistes, que presagien el seu fracàs i ens fan avergonyir d'identificar-nos amb ells, reforçant la divisió entre els "bons" (que els veiem com als nostres) i els "dolents" (els altres, dels que ens distanciem, o antagonistes).

### Heroisme
Marduk s'ofereix derrotar a Tiamat a canvi d'un domini absolut sobre els déus restants, i tots estan d'acord. Això eleva "la llei del més fort" a un contracte fet al principi de l'univers. La gent s'inclina a identificar-se amb l'heroi pels seus privilegis i els seus bons atributs, i a simpatitzar amb qualsevol opressió posterior. Exemples moderns inclouen la llicència de matar de James Bond, la lleialtat de Divendres a Robinson Crusoe, la descarada deshonestedat dels cavallers Jedi, els extrems de Jack Bauer, etc.

### Triomf
Marduk mata els seus enemics de maneres creatives, sagnants i complicades, i després esclavitza els seus subordinats. Això demostra que el bé preval i el mal pateix; el corol·lari d'això és que els que s'imposen són bons. Això ens dona la catarsi de la venjança i la indignació. Un cop més podem gaudir sàdicament del patiment d'un personatge, però aquesta vegada en un context sancionat i acceptable. L'espectacular caiguda i la gloriosa victòria ens impulsen a rebutjar l'antagonista i reafirmar el nostre compromís amb el partit guanyador, respectivament. Les pel·lícules d'acció i els videojocs solen tenir una batalla final decisiva. L'escena de la mort d'un líder de l'oposició sovint inclou una destrucció ridículament completa del seu cos, propietats i/o organització, com ara el Dr. No ofegant-se al nucli del seu reactor nuclear, que després es fon.

### Redempció
Marduk crea el món amb el cadàver de Tiamat i la humanitat amb la sang de Kingu. Això ens deixa amb el missatge que la nostra prosperitat i fins i tot la nostra mateixa existència requerien violència i destrucció del passat; com diu Wink, "Som el resultat de decidir". Això ens ajuda a justificar la violència recent i actual apel·lant al nostre interès. La mort o la derrota de l'antagonista acostuma a anar immediatament seguida d'un final feliç idíl·lic en trames senzilles i violentes de tots els ordres. Els exemples actuals inclouen l'instrument de percussió Ewok fet de Storm Trooper i altres cascos (o caps) imperials al final d'El retorn del Jedi, i la cirurgia cerebral que Doc Savage utilitza per convertir els criminals en ciutadans productius.